# Подол (Черниговская область)
Подо́л (укр. Поділ) — село в Прилукском районе Черниговской области Украины на реке Лысогор. Население 802 человека. Занимает площадь 2,987 км².
Код КОАТУУ: 7425186001. Почтовый индекс: 17302. Телефонный код: +380 4639.

## Власть
Орган местного самоуправления — Сребнянская поселковая община. Почтовый адрес: 17300, Черниговская обл., Прилукский р-н, п. Сребное, ул. Мира, 43а.

## Известные уроженцы
- Андрущенко Алексей Фёдорович (1909—1984) — Герой Социалистического Труда.
- Кава Виктор Иванович (1937—2004) — украинский советский писатель.
- Белко Мария Васильевна (16.04.1928 г.) — уроженка Подола Сребнянского района Черниговской области, сейчас проживает в городе Копейск Челябинской области. Награждена орденом Ленина, орденом Октябрьской революции, ветеран труда. Много лет работала агрономом. Неоднократный участник выставки достижений народного хозяйства. Делегат 24 съезда КПСС.

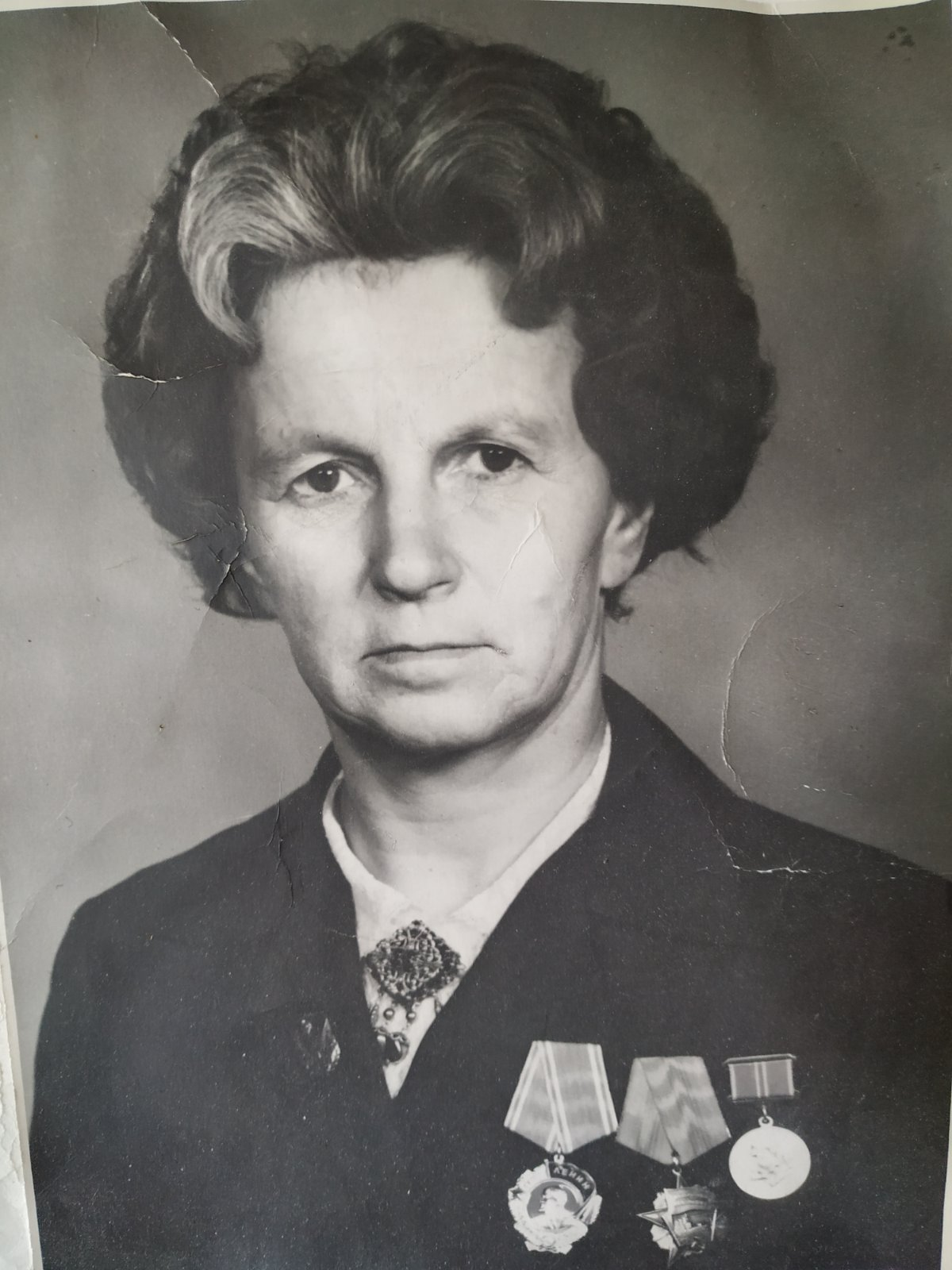
Белко Мария Васильевна